# Mohamed El Amine Aouad
Mohamed El Amine Aouad (sinh ngày 20 tháng 9 năm 1984 ở El Bayadh) là một cầu thủ bóng đá người Algérie. Hiện tại anh thi đấu cho MC Oran ở Giải bóng đá hạng nhất quốc gia Algérie.

## Sự nghiệp câu lạc bộ
Ngày 28 tháng 6 năm 2009, Aouad ký bản hợp đồng 2 năm cùng với CR Belouizdad, gia nhập theo dạng chuyển nhượng tự do từ đội bóng Các Tiểu vương quốc Ả Rập Thống nhất Hatta Club.
Ngày 5 tháng 7 năm 2016, Aouad trở lại và ký hợp đồng 2 năm cùng với MC Oran sau khi thi đấu với câu lạc bộ giai đoạn 2012-14.